# Хейз, Винс
Джеймс Ви́нсент Хейз (англ. James Vincent Hayes; 24 марта 1879 — 1964, более известный как Винс Хейз или Вик Хейз) — английский футболист и футбольный тренер. Выступал на позиции правого защитника.

## Футбольная карьера
Родился Майлз Плэттинг, Манчестер. Работал котельщиком. В феврале 1901 года подписал контракт с английским клубом «Ньютон Хит» (год спустя клуб изменил название на «Манчестер Юнайтед»). За основной состав клуба дебютировал 25 февраля 1902 года в матче против «Уолсолла». Его карьере помешал ряд серьёзных травм: в 1905 году он сломал обе ноги, а вскоре после восстановления, вновь сломал одну ногу. В мае 1907 года перешёл в клуб «Брентфорд», но спустя год вернулся в «Манчестер Юнайтед». В 1909 году выиграл Кубок Англии, хотя получил перелом двух рёбер в финальном матче. В ноябре 1910 года покинул «Юнайтед», проведя за клуб 128 матчей и забив 2 гола.
Кроме выступлений на футбольном поле, Хейз работал тренером. Он тренировал сборную Норвегии на Летних Олимпийских играх 1912 года.

## Достижения
Манчестер Юнайтед
- Обладатель Кубка Англии: 1909